# Girls' Generation (álbum de 2011)
Girls' Generation é o álbum de estreia homônimo japonês (terceiro, no geral) da girl group sul-coreana Girls' Generation, lançado em 1º de junho de 2011 através da Nayutawave Records e Universal Music Japan. Um relançamento do álbum, intitulado The Boys, foi lançado em 28 de dezembro de 2011.  
Girls' Generation obteve sucesso comercial no Japão, alcançando o topo da tabela de álbuns da Oricon e tornando-se o quinto álbum mais vendido no país em 2011. O projeto foi classificado na 18ª posição da lista de 20 Melhores Álbuns Pop de 2011 da revista Spin. Para promover o álbum, o grupo embarcou em sua primeira turnê japonesa, The First Japan Arena Tour.   
Em adição ao seu relançamento, o álbum vendeu mais de um milhão de cópias e, em junho de 2012, recebeu o certificado de milhão da Recording Industry Association of Japan (RIAJ), tornando-as o primeiro gropo coreano a conquistar feito, bem como o segundo ato musical coreano a receber o certificado desde Best of Soul (2005) de BoA. De acordo com a Oricon, o álbum vendeu um total de 871.000 cópias no país.  

## História
Após lançar três singles no mercado japonês, incluindo Genie, Gee e Mr. Taxi/Run Devil Run, havia rumores de que o grupo iria lançar seu primeiro álbum de estúdio em japonês.
Em 13 de maio de 2011, a página oficial japonesa do Girls' Generation postou uma imagem dizendo que "grande notícia" (BIG NEWS) seria anunciada em 16 de maio de 2011.
Em 16 de maio, oito meses após sua estreia japonesa em setembro de 2010, Girls' Generation finalmente revelou seu primeiro álbum em japonês, intitulado Girls' Generation, com a lista de faixas disponibilizada logo após.
Pré-encomendas começaram em diferentes lojas virtuais. Em várias lojas japonesas, Girls' Generation foi o álbum número um em pré-encomendas, com mais de 500 mil unidades previstas para serem enviadas.
O álbum chegou ao topo da Oricon Daily Album Chart na primeira vez em 1º de junho, com uma contagem de vendas de 73.583 cópias, o que fez do Girls' Generation o primeiro girl group estrangeiro a chegar ao topo da tabela na data de lançamento. De acordo com a Oricon, o álbum vendeu 231.553 cópias na primeira semana, colocando-se em primeiro lugar na Oricon Weekly Album Chart, superando o recorde de vendas de um álbum de estreia de artista estrangeiro na primeira semana, um recorde antes pertencente à Listen to My Heart, de BoA. Um mês após o lançamento do álbum, a Oricon relatou um total de vendas de 411.972 cópias, ficando em segundo lugar na Oricon Monthly Album Chart no mês de junho e se tornou o quarto álbum mais vendido de 2011 no Japão, de acordo com a Oricon Album Rankings. Em 8 de julho de 2011, a RIAJ certificou o álbum com o Disco de Platina Duplo, com suas mais de 500.000 cópias. Como resultado de sua crescente popularidade, Girls' Generation foi o artista estrangeiro que mais ganhou no Japão no primeiro semestre de 2011.
As faixas "Mr. Taxi" e "Let It Rain" foram usada como música de fundo para várias versões de comerciais de televisão do Girls' Generation com o Chá Lipton.

## Edições
O álbum foi lançado em três diferentes edições: Primeira Edição de Luxo (Deluxe First Press Edition), Edição por Período Limitado (Limited Period Edition) e Edição Regular (Regular Edition).
A edição de luxo contém o álbum em CD, uma caixa especial, uma mini-bolsa especial, um livro de fotografias de 40 páginas, um pôster e um DVD contendo o vídeo musical original de "Mr. Taxi" e uma versão de dança do vídeo musical de "Mr. Taxi", bem como os vídeos musicais de "Genie" e "Gee" em japonês.
A edição limitada contém o álbum em CD, um livro de fotografias de 32 páginas, um pôster e um DVD contendo o vídeo musical original de "Mr.Taxi", bem como os vídeos musicais de "Genie" e "Gee" em japonês.
A edição regular de Girls' Generation contém apenas o CD em si.
Foi lançado ainda em 28 de dezembro de 2011 uma nova versão do disco, intitulado "GIRLS' GENERATION Re:package Album ~The Boys~", acrescentando-lhe a versão em japonês da música "The Boys" e os remixes de "THE GREAT ESCAPE", "BAD GIRL" e "Mr. Taxi"

## Lista de faixas
| CD             |                                     |                                   | |         |  |
| N.º            | Título                              | Letras                            | Música | Duração |  |
| 1.             | "Mr. Taxi"                          | STY                               | STY, Scott Mann, Chad Royce, Paolo Prudencio, Allison Veltz                                                | 3:33    |  |
| 2.             | "Genie" (Versão em japonês)         | Kanata Nakamura, Yoo Young-jin    | Fridolin Nordso Schjoldan, Nermin Harambasic, Robin Jensen, Ronny Svendsen, Anne Judith Wik, Yoo Young-jin | 3:42    |  |
| 3.             | "You-aholic"                        | STY                               | STY, Lindy Roberts, E.Kidd Bogart, Greg Ogan, Spencer Nezey                                                | 3:29    |  |
| 4.             | "Run Devil Run" (Versão em japonês) | Kanata Nakamura, Hong Ji-Yu       | Alex James, Michael Busbee, Kalle Engström                                                                 | 3:21    |  |
| 5.             | "Bad Girl"                          | Hiro                              | Hiro, Jorgen Elofsson, Jesper Jakobson, Lauren Dyson                                                       | 3:44    |  |
| 6.             | "Beautiful Stranger"                | Hiro                              | Hiro, Leah Haywood, Daniel James, Evan Rogers, Carl Sturken                                                | 2:43    |  |
| 7.             | "I'm in Love with the Hero"         | Kanata Nakamura                   | Leah Haywood, Daniel James, Kevin Christopher Ross, Bret Carlson Puchir                                    | 2:50    |  |
| 8.             | "Let It Rain"                       | Hiro                              | Hiro, Love, Habolin                                                                                        | 3:41    |  |
| 9.             | "Gee" (Versão em japonês)           | Kanata Nakamura, E-Tribe          | E-Tribe | 3:22    |  |
| 10.            | "The Great Escape"                  | STY                               | STY, Andre Merritt, E.Kidd Bogart, Greg Ogan, Spencer Nezey                                                | 3:49    |  |
| 11.            | "Hoot" (Versão em japonês)          | Kanata Nakamura, John Hyunkyu Lee | Alex James, Lars Halvor Jensen, Martin Michael Larsson                                                     | 3:17    |  |
| 12.            | "Born to Be a Lady"                 | Kanata Nakamura                   | Leah Haywood, Daniel James, Shelly Peiken                                                                  | 3:56    |  |
| Duração total: | Duração total:                      | Duração total:                    | Duração total:                                                                                             | 41:27   |  |

| DVD (edição limitada): |                                      |         |  |
| N.º                    | Título                               | Duração |  |
| 1.                     | "Mr. Taxi" (Versão original)         |         |  |
| 2.                     | "Genie" (Versão original em japonês) |         |  |
| 3.                     | "Gee" (Versão original em japonês)   |         |  |

| DVD (edição de luxo): |                                      |         |  |
| N.º                   | Título                               | Duração |  |
| 1.                    | "Mr. Taxi" (Versão original)         |         |  |
| 2.                    | "Mr. Taxi" (Versão de dança)         |         |  |
| 3.                    | "Genie" (Versão original em japonês) |         |  |
| 4.                    | "Gee" (Versão original em japonês)   |         |  |

| GIRLS' GENERATION Re:package Album ~The Boys~: |                                                          |         |  |
| N.º                                            | Título                                                   | Duração |  |
| 1.                                             | "The Boys" (Versão original em japonês)                  |         |  |
| 2.                                             | "THE GREAT ESCAPE (Brain Lee Remix)" (Remix)             |         |  |
| 3.                                             | "BAD GIRL (The Cataracs Remix)(Feat Dev)" (Remix)        |         |  |
| 4.                                             | "Time Machine" (Versão original em japonês)              |         |  |
| 5.                                             | "Mr. Taxi" (Versão original em japonês)                  |         |  |
| 6.                                             | "Genie" (Versão original em japonês)                     |         |  |
| 7.                                             | "Gee" (Versão original em japonês)                       |         |  |
| 8.                                             | "I'm In Love With The HERO" (Versão original em japonês) |         |  |
| 9.                                             | "HOOT" (Versão original em japonês)                      |         |  |
| 10.                                            | "Let It Rain" (Versão original em japonês)               |         |  |
| 11.                                            | "you-aholic" (Versão original em japonês)                |         |  |
| 12.                                            | "Run Devil Run" (Versão original em japonês)             |         |  |
| 13.                                            | "BORN TO BE A LADY" (Versão original em japonês)         |         |  |
| 14.                                            | "Mr. Taxi (Steve Aoki Remix)(Bouse Track)" (Remix)       |         |  |

## Posições nas tabelas musicais e certificações

### Tabelas do Japão
| Tabela                     | Melhor posição |
| -------------------------- | -------------- |
| Oricon Daily albums        | 1              |
| Oricon Weekly albums       | 1              |
| Oricon Monthly albums      | 2              |
| Billboard Japan Top Albums | 1              |

### Tabelas de Taiwan
| Tabela                     | Melhor posição |
| -------------------------- | -------------- |
| G-Music J-POP Weekly Chart | 1              |

### Vendas e certificações
| Tabela                     | Quantidade               |
| -------------------------- | ------------------------ |
| Oricon (vendas físicas)    | 993,279+                 |
| RIAJ (certificação física) | Platina Duplo (500,000+) |

## Histórico de lançamento
| Formato | País          | Data                | Distribuidora          |
| ------- | ------------- | ------------------- | ---------------------- |
| CD      | Japão         | 1 de junho de 2011  | Nayutawave Records     |
| CD      | Taiwan        | 17 de junho de 2011 | Universal Music Taiwan |
| CD      | Coreia do Sul | 13 de julho de 2011 | SM Entertainment, UMG  |